# Moravagine (libro)
Moravagine è un romanzo di Blaise Cendrars (1887-1961) pubblicato da Grasset nel 1926, dopo una gestazione di una decina d'anni. Nel 1956, lo scrittore ha revisionato, corretto e completato il suo libro con un "Pro domo: Come ho scritto Moravagine" e una postfazione. 

## Tema
Il narratore, Raymond la Science, presentato come un conoscente di Blaise Cendrars (che compare lui stesso nel romanzo), ci racconta come la sua professione di medico gli abbia permesso di incontrare Moravagine, ultimo discendente di una famiglia di nobili dell'Europa dell'Est in rovina. Questo folle pericoloso è internato per omicidio nella clinica di Waldensee, vicino a Berna. Affascinato dalla personalità di questa "grande bestia umana", il medico lo aiuta a scappare; i due uomini viaggiano allora per il mondo vivendo rocambolesche avventure che li porteranno a frequentare di volta in volta gruppi di terroristi russi o Indiani d'America.
Moravagine è un romanzo imperniato sul tema del doppio dell'autore - in verità sul triplo, poiché la costruzione dell'opera è complessa. Il protagonista mostra un lato nascosto dell'autore a cui egli dà libero sfogo attraverso la scrittura.
Lo stile del romanzo, alquanto formale, contrasta con la sorprendente fantasia della trama, senza che questo pregiudichi in alcun modo la qualità letteraria. Questa dicotomia tra forma e contenuti fa di Moravagine un romanzo assolutamente particolare.
Opera dalla genesi difficile, Moravagine ha occupato Cendrars tra 1914 e il 1925, parallelamente a molti altri lavori. Ci ritornerà durante tutta la vita per commentarlo, ritoccarlo o ampliarlo. Nell'ultima versione, egli presenta il suo libro come definitivamente incompiuto perché privo delle opere complete di Moravagine, alle quali il romanzo si suppone debba servire da prefazione.
Tra i modelli di ispirazione di Moravagine figurano forse il medico e psicanalista Otto Gross, così come Adolf Wölfli (1864-1930), affetto da una grave schizofrenia e internato nel manicomio di Waldau, nei pressi di Berna. Autore di un numero considerevole di opere (pittura, scrittura, musica), è oggi conosciuto come uno dei creatori dell'Art Brut, scoperto da Jean Dubuffet. Altri modelli ispiratori sono stati nominati, tra cui Favez, soprannominato Il vampiro di Ropraz, un criminale svizzero che Cendrars avrebbe frequentato durante il servizio nell'esercito francese nella Prima Guerra mondiale.

## Edizioni italiane
- Moravagine, a cura di Sergio Sacchi, Biblioteca del Minotauro, Milano, Serra e Riva, 1981. - Collana Oscar, Milano, Mondadori, 1991.
- Moravagine, traduzione di Leopoldo Carra, Collana Biblioteca n.683, Milano, Adelphi, 2018, ISBN 978-88-4593-255-7.

### Monografie – studi
- Oxana Khlopina, Moravagine de Blaise Cendrars, Bienne-Gollion/Paris, ACEL-Infolio éditions, collection Le cippe, 2012.